# Вревское
Вре́вское — село в Кочубеевском районе (муниципальном округе) Ставропольского края России.

## География
Расстояние до краевого центра: 51 км.
Расстояние до районного центра: 22 км.

## История
Возникло в 1900 году. Своё название получило в честь барона Ипполита Александровича Вревского.
До 16 марта 2020 года село являлось административным центром сельского поселения Вревский сельсовет.

## Население
| 1989 | 2002  | 2010  | 2014  | 2021  |
| ---- | ----- | ----- | ----- | ----- |
| 1038 | ↗1078 | ↘1027 | ↘1000 | ↗1047 |

По данным переписи 2002 года в национальной структуре населения преобладают русские (90 %).

## Инфраструктура
- Центр досуга и народного творчества
- 2 общественных кладбища площадью 6000 и 2000 м²[11]

## Образование
- Детский сад № 29 «Колокольчик»
- Средняя общеобразовательная школа № 10[12]

## Памятники
- Памятник воинам-землякам, погибшим в годы Великой Отечественной войны 1941—1945 гг. 1967 год[13]
- Бюст генерал-лейтенанта, участника Кавказской войны, барона И. А. Вревского[14].